# Rolf Assfalg
Rolf Assfalg (* 1963 in Munderkingen) ist ein deutscher Hochschullehrer und Studiengangsleiter im Studiengang Informatik an der Dualen Hochschule Baden-Württemberg in Heidenheim.

## Leben
Nach dem Grundwehrdienst studierte Assfalg von 1985 bis 1989 Technische Informatik an der Technischen Hochschule Ulm, danach schloss sich eine Industrietätigkeit als Softwareentwickler an. Von 1989 bis 1992 studierte er Informationswissenschaft an der Universität Konstanz, wo er 1996 am Lehrstuhl für Informationswissenschaft promovierte und mehrere Jahre als Wissenschaftlicher Assistent tätig war.  1999 nahm Assfalg einen Ruf an die Duale Hochschule Baden-Württemberg in Heidenheim an. Seit 2017 unterhält er Forschungskontakte im Kontext von Fahrassistenzsystemen nach Indien.

## Veröffentlichungen
- Rolf Assfalg: B 9 Metadaten. In: Rainer Kuhlen, Dirk Lewandowski, Wolfgang Semar, Christa Womser-Hacker (Hrsg.): Grundlagen der Informationswissenschaft. De Gruyter Saur, Berlin/Boston 2023, S. 245–256. doi:10.1515/9783110769043-021
- J. Nidamanuri, P. Mukherjee, R. Assfalg, H. Venkataraman: Dual-V-Sense-Net (DVN): Multisensor Recommendation Engine for Distraction Analysis and Chaotic Driving Conditions. In: IEEE Sensors Journal. Band 22, Nummer 15, 2022, S. 15353–15364, doi:10.1109/JSEN.2022.3184983.
- J. Nidamanuri, C. Nibhanupudi, R. Assfalg, H. Venkataraman: A Progressive Review: Emerging Technologies for ADAS Driven Solutions. In: IEEE Transactions on Intelligent Vehicles. Band 7, Nummer 2, 2022, S. 326–341, doi:10.1109/TIV.2021.3122898.
- J. Nidamanuri, P. Mukherjee, R. Assfalg, H. Venkataraman: Auto-Alert - A Spatial and Temporal Architecture for Driving Assistance in Road Traffic Environments. In: International Journal of Intelligent Transportation Systems Research. Band 20, 2022, S. 64–74,  doi:10.1007/s13177-021-00272-3.
- S. Ch. Addanki, J. Nidamanuri, R. Assfalg, H. Venkataraman: Analysis of Traffic Related Factors and Vehicle Environment in Monitoring Driver’s Driveability. In: International Journal of Intelligent Transportation Systems Research. Band 18, 2020, S. 277–287, doi:10.1007/s13177-019-00198-x.
- R. Assfalg, U. Goebels, H. Welter: Internet-Datenbanken - Konzepte Modell Werkzeuge. Addison-Wesley-Longman, Bonn 1998, DNB 951590235 – Katalogeintrag der Deutschen Nationalbibliothek
- Rolf Assfalg: Integration eines offenen Hypertext-Systems in den Internet-Mehrwertdienst World Wide Web - Ein Ansatz unter Verwendung eines objektorientierten Datenbanksystems. Dissertation. Hartung-Gorre Verlag, Konstanz 1996, DNB 948703792 – Katalogeintrag der Deutschen Nationalbibliothek
- Rolf Aßfalg, Rainer Hammwöhner, Marc Rittberger: The hypertext internet connection: E-mail, online search, gopher. In: D. I. Raitt, B. Jeapes (Hrsg.): Online Information 93: 17th International Online Information Meeting. Learned Information, London 1993. doi:10.25657/02:18456